# Sabah al-Ahmad al-Jabir as-Sabah
Sabah al-Ahmad al-Jabir as-Sabah (arabiska: صباح الأحمد الجابر الصباح), född 16 juni 1929 i Kuwait City, död 29 september 2020 i Rochester, Minnesota i USA, var Kuwaits regerande emir från 24 januari 2006 till sin död 2020. Före det tjänstgjorde han som landets premiärminister 2003–2006 och dess utrikesminister 1963–2003. 

## Utmärkelser
- Qatars självständighetskedja,  2006
- Kedja av Civiltjänstorden,  2008[7]
- Förbundsrepubliken Tysklands förtjänstorden - storkors av särskilda klassen,  27 april 2010
- Jerusalemorden,  2013
- Bathorden
- Civilmeritens orden
- Förtjänstorden, första rangen
- Ismail Samani-orden
- Cederträdorden
- Jordanska stjärnans orden
- Mexikanska Aztekiska Örnorden
- Libanons förtjänsorden
- Legion of Merit
- Chilenska förtjänstorden
- Kung Tomislavs stororden
- Krysantemumorden
- Skanderbegorden
- Skanderbegorden
- Al Khalifa-orden
- Förbundsrepubliken Tysklands förtjänstorden
- Rumänska Stjärnans orden
- Första klass av Jaroslav den vises orden
- Mugunghwaorden
- Italienska republikens förtjänstorden
- Stora ordensbandet av Cederträdorden
- Renässansens högsta orden
- San Martín Befriarens orden
- Storkors av Hederslegionen[8]
- Kuwaitorden
- Kung Abdulaziz-orden
- Mubarak den stores orden
- Kedja av Krysantemumorden
- Omanorden
- Gejdar Alijev-orden
- Zayedorden
- Republiken Turkiets statsorden
- Storkorsriddare med kedja av Republiken Italiens förtjänstorden
- Kazakstans Vänskapsorden, första graden
- Syriens civilförtjänstorden
- Lakandulaorden
- Riddare med storkors av Bathorden
- Förtjänstorden

[Redigera Wikidata]